# Свято-Никольский храм (Цимлянск)
Свято-Никольский храм — православный храм в городе Цимлянске Ростовской области. Образует Никольский приход Волгодонского благочиния Волгодонской епархии РПЦ.

## История
В 1715 году в станице Цимлянской было построена деревянная церковь Николая Чудотворца, перестроенная в 1763 году. В 1839 году на месте старой церкви был построен каменный трехпрестольный храм, также посвященный Николаю Чудотворцу. После начала затопления ложа Цимлянского водохранилища и завершения переселения Цимлянской станицы на место современного города Цимлянска, здание храма было взорвано.
В 1992 году общине Никольского прихода для строительства здания храма был выделен участок площадью 0,4 га в центре города, на пересечении улиц Московской, Крупской и Маяковского. В 1994 году на месте будущего храма был установлен памятный крест. 19 июля 1995 года митрополит Ростовский и Новочеркасский Владимир (Котляров) благословил начало строительства Свято-Никольского храма. Строительные работы начались в 1996 году. К началу 2000 года были возведены своды храма, в сентябре этого же года началось строительство крыши.
Освящение храма состоялось в день престольного праздника Святителя Николая 19 декабря 2000 года.
В 2001—2005 годах на территории прихода велось строительство дома причта (включающей в себя и воскресную школу) и водосвятной часовни в честь Святых Царственных страстотерпцев российских.